# 이승화 (1876년)
이승화(李承和 1876년 8월 2일 ~ 1937년)는 일제 강점기 독립운동가이다. 신흥학교, 서로군정서에서 활동했다. 본관은 고성(固城). 안동 출신. 자는 여중(汝中), 호는 담옹(淡翁)이다. 1990년 대한민국 건국훈장 애족장이 추서되었다. 임시정부 초대 국무령 이상룡(李相龍)의 당숙이다.

## 생애
1976년 안동에서 출생했다. 3대에 걸쳐 9명의 독립유공자를 배출한 임청각이 본가. 함께 활동했던 석주 이상룡(石洲 李相龍)의 5촌 당숙으로 나이는 이상룡보다 적다. 1909년 대한협회 안동지회에 가입해 구국계몽운동을 했다. 을사늑약이 체결되자 1911년 일가 모두 만주로 망명해 경학사(耕學社) 설립에 참여하고 신흥강습소(新興講習所)에서 청년교육을 맡았다.
1915년 이상룡의 밀지를 받고 국내로 들어와 충청남도, 경상도, 경기도 등지에서 군자금을 모집하다 체포됐다. 같은 해 9월 20일 경성지방법원에서 실형을 언도받고 1년간 투옥됐다. 출옥 후 경북지역에서 항일운동을 하던 중 1917년 일제의 수배령 내려져 국내활동이 힘들어지자 다시 만주로 갔다.
1919년 서로군정서가 출범하면서 사무집행위원을 맡는 등 만주에서 항일투쟁을 계속하다가 1937년 아우 이승희(李承熙)와 함께 만주 감옥에서 62세로 옥사했다. 하얼빈에 묻혔던 유해는 1990년 고국으로 돌아와 국립대전현충원에 안장됐다. 1990년에 대한민국 건국훈장 애족장이 추서됐다.

## 가계
- 증조부: 이이수(李宜秀, 1745 ~ 1814)
- 증조모: 김해 김씨 김중고(金宗鍋)의 딸.
- 조부 : 이찬(李璨, 1798 ~ 1887)
- 조모: 전주 이씨 이중민(李中敏)의 딸.
  - 백부 : 이종태(李鍾泰)
    - 종형 : 이승목(李承穆, 1837 ~ 1873)
      - 당질 : 이상룡(李相龍)
      - 당질 : 이상동(李相東)
      - 당질 : 이봉희(李鳳羲)

  - 백부 : 이종항(李鍾恒)
  - 부친 : 이종진(李鍾晋)
    - 아우 : 이승희(李承熙)

- 양자 : 이상석(李相錫) : 아우 이승희의 차남에서 입적
  - 손자 : 이광욱(李光旭) : 만주 거주

## 참고 자료
- 서중석 《신흥무관학교와 망명자들》2001
- 이종서 《군자불기의 임청각, 안동 고성이씨 종가》2016
- 허은, 변창애 《아직도 내 귀엔 서간도 바람소리가》 2010
- 국가보훈처 독립유공자(공훈록)
- 경상북도 독립운동 기념관
- 디지털안동문화대전
- 유교넷 (안동)독립운동가 700인